# Micrathena lucasi
Micrathena lucasi är en spindelart som först beskrevs av Eugen von Keyserling 1864.  Micrathena lucasi ingår i släktet Micrathena och familjen hjulspindlar. Inga underarter finns listade i Catalogue of Life.